# Георги Трайчев
Георги Трайчев Георгимайков (срещан и като Гьоргимайков), с псевдоними Вестителов, Г. Майков, е български просветен деец, фотограф и революционер, деец на Вътрешната македоно-одринска революционна организация.

## Биография
Георги Трайчев Георгимайков е роден на 2 октомври 1869 година в град Прилеп, тогава в Османската империя. Има произход от Богданци. Завършва с четвъртия випуск на Солунската българска гимназия и става учител в Дебърския инспекторат. През есента на 1896 година влиза във ВМОРО.
В учебната 1907/1908 година е директор на Прилепското българско мъжко класно училище. Едновременно с директорството си, в 1908 година Трайчев става председател на околийския революционен комитет в Прилеп. След Хуриета по нареждане на Екзархията управлението на мъжкото и девическото училище в Прилеп се слива. В началото на учебната 1908/1909 година Трайчев е директор на прилепските училища, но бързо напуска службата, тъй като се създава училищен инспекторат в Македония и Георги Трайчев е назначен за околийски инспектор със седалище в Прилеп, като на негово място за директор на прилепските училища е назначен Христо Шалдев.
До Балканската война работи като училищен инспектор в Дебърска епархия. След Междусъюзническата война Трайчев е екстерниран в България от новите сръбски власти и работи като учител. През август и септември 1916 г. придружава като фотограф Любомир Милетич в рамките на Научната експедиция в Македония и Поморавието. Пише спомени и книги на македонска тематика.
В своя статия за българите в Албания пише:
| „ | Сърби и гърци, виждайки изоставено туй българско население на произвола на съдбата, не правиха ли и правят още опити да обсебят туй население в лоното на своите уж вероизповедни пропаганди. Къде са нашите черковно-училищни органи в албанската държава? Къде е българският епископ, който да представлява българската екзархия и да прибере под свое ведомство туй национално българско паство? Аз мисля, че е дошло вече време сериозно да се застъпим за българщината в Албания, там поне, където закони и условия ни дават право на покровителство, за да не ни изпреварят един ден сръбската и гръцката пропаганди. Дано бъдем поне сега чути. | “ |

През 20-те години на ХХ век е учител в ІV Софийска прогимназия.
Умира в София на 28 януари 1943 година.

## Трудове
- „Към терминологията на българската флора и фауна“, публикувано във вестник „Вести“, год. IX, брой 62, 69 и 70; год. Х, брой 63 и год. ХI, брой 54; Цариград, 1899 година
- „Бележки върху козните и домогванията на елинизма в Македония от най-ново време; съвременни разкрития“, София, 1904 г.
- „Преспа; Преспанското Езеро; Старини в Преспа“, София, 1923 г.
- Трайчевъ, Георги. Градъ Прилѣпъ. Историко-географски и стопански прегледъ.   София, Печатница „Фотиновъ“ № 1, 1925.
- Трайчевъ, Георги. Манастиритѣ въ Македония.   София, Македонска библиотека № 9, 1933. с. 256.
- Трайчевъ, Георги. Книга за мияцитѣ (историко-географски очеркъ).   София, Печатница П. Глушковъ, 1941.
- „Описание на с. Богданци (Гевгелийска околия)“
- Трайчев, Георги. „Мариово“, Македонска библиотека №1, София 1923.
- „Мариово (трето издание)“, София, 1942 година
- „Дойран и неговото езеро“, Македонска библиотека №2, София 1923.
- Трайчев, Георги. „Преспанското езеро“, Македонска библиотека №4, София 1924.
- „Принос към историята на революционното дело в Македония (Прилепско)“, София 1925.
- „Духовните качества на македонските българи“, Македонска библиотека №7, София 1928.
- Les Qualites Spirituelles Des Bulgares de Macedoine, Sofia, 1930 година
- „Спомени от моето 40-годишно учителство (1889 - 1929)“, София, 1929.
- Български селища в днешна Албания, статия, публикувана в списание „Отец Паисий“,  г. II, бр. 13 и 14, 1929.
- „Какво са дали македонците на българското племе“, статия, публикувана в списание „Отец Паисий“, г. III, кн. 1, София, 1930 г.
- „Миналото на град Прилеп“, София, 1925 година
- „За родното мѣсто на прочутия църковенъ пѣвецъ Иоанъ Кукузелъ“, публикувано в списание „Училищен преглед“, книга 39, София, 1940 година
- „Принос към историята на първия охридски архиепископ Йоан от Дебърско“, публикувано в списание „Училищен преглед“, книга 39, София, 1940 година
- „Спомени от 50-годишния ми юбилей; 1891-1941“, София, 1942 година
- „Славянски свидетелства за езика на македонските българи“, публикувано във вестник „20 юлий“, год. I, бр. 15, София, 20 юли 1924 г.
- „Прилеп през войните“, публикувано в сп. „Отец Паисий“, год. IV, бр. 5 и 6, София, 31 март 1931 година

- „Мариово“
- „Преспанското езеро“
- „Духовните качества на македонските българи“